# The 39 Steps (2008)
The 39 Steps is een Britse televisiethriller van de BBC uit 2008 onder regie van James Hawes, met in de hoofdrollen Rupert Penry-Jones, Lydia Leonard, David Haig, Eddie Marsan en Patrick Malahide. Het is de vierde verfilming van de gelijknamige roman uit 1915 van John Buchan. De film werd voor het eerst uitgezonden op BBC One en BBC HD op 28 december 2008.

## Verhaal
Aan de vooravond van de Eerste Wereldoorlog raakt mijningenieur Richard Hannay betrokken bij een samenzwering wanneer een Brits geheim agent vermoord wordt in zijn appartement.

## Rolverdeling
| Acteur             | Personage               |
| ------------------ | ----------------------- |
| Rupert Penry-Jones | Richard Hannay          |
| Lydia Leonard      | Victoria Sinclair       |
| David Haig         | Sir George Sinclair     |
| Patrick Malahide   | Professor Fisher        |
| Patrick Kennedy    | Harry Sinclair          |
| Eddie Marsan       | Scudder                 |
| Alex Jennings      | Captain Kell            |
| Steven Elder       | Vicar / Wakeham         |
| Werner Daehn       | Ackerman                |
| Peter Stark        | Engel                   |
| Sean Kane          | London police constable |
| Del Synnott        | London police constable |
| Roger De Courcey   | Ventriloquist           |
| David Gallacher    | Professor's butler      |
| James Bryce        | Concierge at Club       |
| Stewart Preston    | Waiter at Club          |